# Travestisme bivalent
 Mise en garde médicale
Le travestisme bivalent est le diagnostic formel utilisé par les psychologues et les médecins pour décrire les personnes qui portent des vêtements du genre opposé, faisant l'expérience d'être du genre opposé temporairement, mais qui n'ont pas de motivation sexuelle et ne veulent pas de chirurgie de réattribution sexuelle. La classification internationale des maladies (CIM-10) liste trois critères de diagnostic pour le « Travestisme bivalent » (F64.1).
Une personne qui est diagnostiquée comme ayant un travestisme bivalent ne devrait pas recevoir un diagnostic de travestissement fétichiste (F65.1).